# Arrencador de cordita

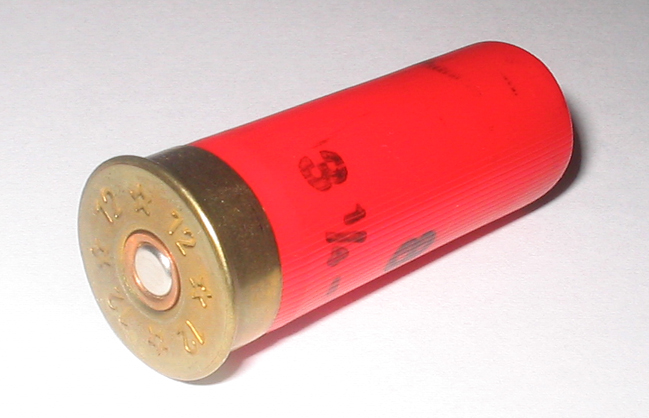
Cartutx calibre 12 similar als de cordita de l'arrencament Coffman

L'arrencament Coffman (també conegut com a "arrencament de cordita") va ser un sistema d'arrencada utilitzat en molts motors de pistó en avions i vehicles blindats de les dècades de 1930 i 1940. El sistema Coffman era una de les marques més emprades; un altre sistema molt utilitzat fou el del cartutx Breeze, fabricat sota les patents de Coffman.
La majoria dels avions i tancs militars nord-americans que feien servir motors radials estaven equipats amb aquest sistema. Algunes versions del motor Rolls-Royce Merlin utilitzat en el Supermarine Spitfire britànic empraven el sistema Coffman com a mètode d'arrencada. El Hawker Typhoon també va emprar el sistema Coffman per iniciar el seu motor Napier Sabre.
Un sistema derivat de l'arrencament Coffman es va emprar en diversos motors de reacció, inclosos motors com el Rolls-Royce Avon, que es van emprar en els Electric Canberra i els Hawker Hunter.r.

## Disseny
El dispositiu Coffman emprava un cartutx de fogueig que contenia cordita que, amb el tret, empenyia un pistó amb un engranatge solidari que empenyia una corona que feia girar el motor. Aquest sistema estava en contrast amb un altre tipus d'arrencament de cartutx en el qual l'impuls de l'explosió actuava directament sobre un pistó del propi motor i feia girar així a la resta del motor, com era el cas del sistema emprat en el tractor agrícola dièsel, Field-Marshall.
Entre els altres sistemes utilitzats durant el mateix període hi havia: motors elèctrics (com els que es fan servir avui dia en els automòbils), arrencaments d'inèrcia (amb maneta o un motor elèctric) i arrencaments d'aire comprimit, i finalment un sistema semblant a l'arrencament Coffman però que funcionava a partir d'aire comprimit en tancs.
Els arrencaments de cordita es componen d'una recambra, en la qual s'insereix el cartutx, que està connectada al pistó per una canonada curta d'acer, que actua com un canó de pistola. El cartutx de fogueig encaixa a la recambra i es dispara elèctricament o per mitjans mecànics. Un cop donat el contacte de l'aeronau, es dispara el cartutx, en expandir el gas a alta pressió i velocitat (~ 1,000 psi (6.9 MPa) a ~ 600 peus / s (180 m / s)) comprimia l'aire de la canonada, forçant el pistó amb un engranatge solidari que feia girar la corona d'arrencada del motor, que formava una peça amb el cigonyal.

## Pros i contres
Els arrencaments de cordita tenien diversos avantatges sobre altres sistemes d'arrencada en ús en aquell moment. Els arrencaments elèctrics requerien bateries grans, i sovint massa pesants per portar a bord, o bé un equip de càrrega extern que havia d'estar ubicat en tots els llocs on es preveia que el vehicle anava a funcionar. Els arrencaments inercials empraven una roda pesant, usualment feta de llautó, que es feia girar amb una maneta o un motor elèctric, el que feia que la roda giratòria s'enganxés a l'engranatge de la corona d'arrencada. El sistema Coffman era més lleuger i compacte que els arrencaments inercials o que les bateries internes, i no requeria cap equip auxiliar especial, una característica important quan s'operava en àrees remotes.
Els desavantatges principals de l'arrencament de cordita són la necessitat de mantenir un estoc de cartutxos, ja que s'utilitza un cartutx per a cada intent d'arrencada, i el poc temps que cada cartutx fa girar el motor. Els arrencaments d'aire comprimit, que fan servir el mateix tipus de motor, generalment es recarreguen amb un compressor accionat per un motor, el que anul·la la necessitat de transportar cartutxos, però afegeix el requisit del compressor i del tanc d'aire comprimit. Els sistemes híbrids es poden desenvolupar, simplement, agregant una recambra de cartutx o un tanc d'aire a un sistema existent. Els tancs d'aire comprimit també es poden recarregar des d'una font externa en cas d'emergència, com una bomba de mà o un compressor d'aire portàtil.
L'arrencament Coffman va ser la marca més comuna d'iniciadors de cartutx des de mitjans de la dècada de 1930, i el nom es va emprar com una descripció genèrica. Finalment però, els avenços en la tecnologia elèctrica han fet que els arrencaments de cordita siguin obsolets per a la majoria de casos.

## En el cinema
L'iniciador es va fer famós com un dispositiu a la trama de la pel·lícula de 1965 El Vol del Fènix, en què el pilot Frank Towns ( James Stewart ) té un nombre limitat de cartutxos de cordita amb els quals pot arrencar el motor de la improvisada aeronau;també va estar present en la nova versió de la pel·lícula de 2004. Un arrencament de Coffman també va ser utilitzat pel personatge de Harrison Ford en la pel·lícula Six Days, Seven Nights en un DeHavilland Beaver quan intenta enlairar-se de l'illa perduda.